# Retrospektivt minne
Retrospektivt minne eller episodiskt minne innebär förmågan att minnas saker som man har upplevt i det förflutna, till exempel en händelse. Det kan ses som den vanligaste formen av minne. En lämplig kontrast är prospektivt minne som handlar om att komma ihåg framtida planerade eller förväntade händelser, som att komma ihåg ett möte eller att en viss person kommer att dyka upp på någon plats under dagen.